# Lukumbule
Lukumbule è una circoscrizione rurale (rural ward) della Tanzania situata nel distretto di Tunduru, Regione del Ruvuma. Conta una popolazione di 8 755 abitanti (censimento 2012).